# Noriko Mizoguchi
Noriko Mizoguchi (溝口 紀子, Mizoguchi Noriko), née le 23 juillet 1971 à Shizuoka, est une judoka japonaise. Elle remporta la médaille d'argent lors des Jeux olympiques de 1992 à Barcelone dans la catégorie des -52 kg.
Après, elle fait partie de l'équipe d'entraîneurs de l'équipe de France (2002-2004).[réf. nécessaire]

## Palmarès
Jeux olympiques
- Médaille aux Jeux olympiques d'été de 1992 en -52 kg.

championnat Asiatique de judo
- Médaille de bronze aux championnats Asiatiques de judo 1988 à Damascus  en -52 kg.